# Liliana Segre
Liliana Segre (Milano, 10 settembre 1930) è un'attivista, politica, superstite dell'Olocausto e senatrice a vita italiana.
Cresciuta in una famiglia atea di ascendenza ebraica, a partire dal 1938 subì le imposizioni discriminatorie delle leggi razziali fasciste; all'età di tredici anni, nel gennaio 1944, fu arrestata e deportata al campo di concentramento di Auschwitz, dal quale fece ritorno alla fine della seconda guerra mondiale. Dopo un lungo periodo di riflessione e silenzio, negli anni novanta iniziò a raccontare pubblicamente la propria esperienza, impegnandosi per sensibilizzare le nuove generazioni contro il razzismo e l'indifferenza. 
Il 19 gennaio 2018 è stata nominata senatrice a vita dal Presidente della Repubblica Sergio Mattarella «per avere illustrato la Patria con altissimi meriti nel campo sociale». Dal 15 aprile 2021 è presidente della Commissione straordinaria per il contrasto dei fenomeni di intolleranza, razzismo, antisemitismo e istigazione all’odio e alla violenza. Il 13 ottobre 2022 ha presieduto la seduta inaugurale del Senato della Repubblica, all'inizio della XIX legislatura, ricoprendo la carica di presidente provvisorio dell'assemblea, in quanto membro più anziano dopo Giorgio Napolitano, non presente per motivi di salute. È stata la terza donna, dopo Maria Elisabetta Alberti Casellati – che ne fu presidente effettivo (2018-2022) – e Camilla Ravera (12 luglio 1983), a presiedere il Senato della Repubblica del Parlamento italiano.

## Biografia

### Infanzia e adolescenza nei campi di concentramento

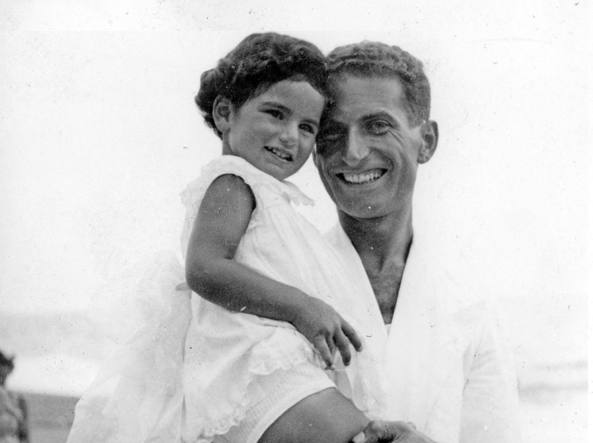
Liliana Segre con il padre Alberto negli anni trenta

Nata a Milano, in una famiglia di ascendenza ebraica, visse con il  padre, Alberto Segre, e i nonni paterni, Giuseppe Segre (affetto dalla malattia di Parkinson) e Olga Loevvy. La madre, Lucia Foligno, morì quando Liliana non aveva neanche compiuto un anno. Di famiglia atea, Liliana ebbe la consapevolezza del suo essere ebrea attraverso il dramma delle leggi razziali fasciste del 1938, in seguito alle quali venne espulsa dalla scuola che frequentava.
Dopo l'intensificazione della persecuzione degli ebrei italiani, suo padre la nascose presso degli amici, utilizzando documenti falsi. Il 7 dicembre 1943 provò, assieme al padre e due cugini, a fuggire a Lugano, in Svizzera: i quattro furono però respinti dalle autorità del paese elvetico. Il giorno dopo, Liliana Segre venne arrestata a Selvetta di Viggiù, in provincia di Varese,  all'età di tredici anni. Dopo sei giorni in carcere a Varese, fu trasferita a Como e poi a San Vittore a Milano, dove fu detenuta per quaranta giorni.
Il 30 gennaio 1944 venne deportata dal binario 21 della stazione di Milano Centrale al campo di concentramento di Auschwitz-Birkenau, che raggiunse dopo sette giorni di viaggio. Venne subito separata dal padre, che non rivide mai più e che poi morì il 27 aprile 1944. Il 18 maggio 1944 anche i suoi nonni paterni furono arrestati a Inverigo (provincia di Como); dopo qualche settimana anche loro vennero deportati ad Auschwitz e uccisi nelle camere a gas il giorno dell'arrivo, il 30 giugno 1944.
Alla selezione, Liliana ricevette il numero di matricola 75190, che le venne tatuato sull'avambraccio sinistro. Fu messa per circa un anno ai lavori forzati presso la fabbrica di munizioni Union, che apparteneva alla Siemens. Durante la sua prigionia subì altre tre selezioni, in una delle quali perse un'amica che aveva incontrato nel campo. Alla fine di gennaio del 1945, dopo l'evacuazione del campo, affrontò la marcia della morte verso la Germania.
Venne liberata il 1º maggio 1945 dal campo di Malchow, un sottocampo del campo di concentramento di Ravensbrück che fu liberato dall'Armata Rossa. Dei 776 bambini italiani di età inferiore ai 14 anni che furono deportati ad Auschwitz, Liliana fu tra i 25 sopravvissuti.
Al rientro nell'Italia liberata, visse inizialmente con gli zii e poi con i nonni materni, di origini marchigiane, unici superstiti della sua famiglia.

### Matrimonio e vita privata

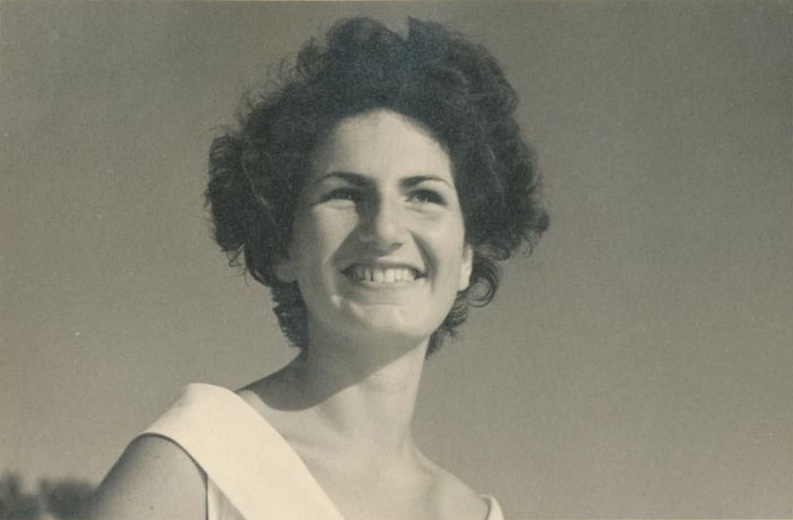
Liliana Segre a 18 anni (1948), quando conobbe il futuro marito

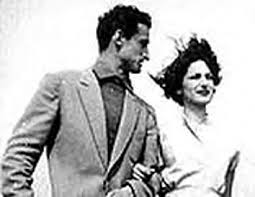
Liliana Segre e suo marito Alfredo Belli Paci

Nel 1948, mentre era in vacanza a Pesaro, conobbe Alfredo Belli Paci, cattolico, avvocato e anch'egli reduce dai campi di prigionia tedeschi per essersi rifiutato di aderire alla Repubblica di Salò. Di lui la colpì la somiglianza fisica e caratteriale con il padre Alberto Segre. Già battezzata prima delle leggi razziali, Liliana sposò Alfredo con rito cattolico nel 1951; i due ebbero i figli Alberto, Luciano e Federica.
Belli Paci, presidente di Unione Popolare Nazionale «Costituente per la Libertà» e antifascista conservatore, aderì in seguito, pur professandosi antifascista, alla lista del Movimento Sociale Italiano (partito neofascista e nazionalista guidato dall'ex funzionario della RSI Giorgio Almirante, che nel 1972 si era unito con il Partito Democratico Italiano di Unità Monarchica dando vita alla Destra Nazionale); con il MSI Belli Paci, di professione avvocato, si candidò, come indipendente, per la Camera dei Deputati, nelle elezioni politiche del 1979 (senza essere eletto); ciò però causò una forte crisi nella coppia, che si ricucì quando lui abbandonò la politica su richiesta di Liliana.

### La testimonianza della prigionia

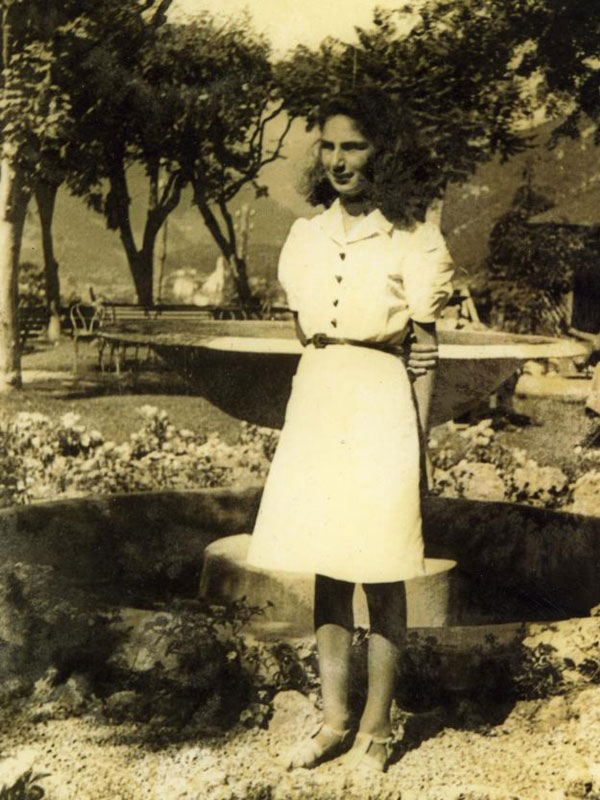
Liliana Segre a 13 anni nel 1943, pochi mesi prima dell'arresto

Nel 1997 è stata fra i testimoni del film-documentario Memoria, presentato al Festival internazionale del cinema di Berlino. Nel 2004 era, con Goti Herskovits Bauer e Giuliana Fiorentino Tedeschi, una delle tre donne ex deportate intervistate da Daniela Padoan nel volume Come una rana d'inverno. Conversazioni con tre donne sopravvissute ad Auschwitz (Bompiani, Milano). Nel 2005 la sua vicenda veniva ripercorsa con maggiori dettagli in un libro-intervista di Emanuela Zuccalà: Sopravvissuta ad Auschwitz. Liliana Segre fra le ultime testimoni della Shoah (Paoline Editoriale Libri, Milano).
Nel 2009 la sua voce fu inclusa nel progetto di raccolta dei "racconti di chi è sopravvissuto", una ricerca condotta tra il 1995 e il 2008 da Marcello Pezzetti per conto del Centro di documentazione ebraica contemporanea, che ha portato alla raccolta delle testimonianze di quasi tutti i sopravvissuti italiani dai campi di concentramento in quegli anni ancora in vita. Nello stesso anno, partecipò al film/documentario Binario 21 di Moni Ovadia, diretto da Felice Cappa, che si ispirava al poema del poeta di origine russa Itzhak Katzenelson Il canto del popolo ebraico massacrato. Il 27 novembre dello stesso anno l'Università di Trieste le ha conferito la laurea honoris causa in giurisprudenza.
Il 15 dicembre 2010 l'Università degli Studi di Verona le ha conferito la laurea honoris causa in Scienze pedagogiche. Nel 2018 le viene conferito il titolo di "Membro onorario del Corpo Accademico" all'Università degli Studi "Gabriele d'Annunzio" di Chieti. Nello stesso anno ha ricevuto il Premio Passaggi, assegnato da Passaggi Festival a personalità che si sono distinte per l'attività di saggistica o per la loro figura morale.
Il 26 ottobre 2020, in occasione della cerimonia d'inaugurazione dell'anno accademico 2020/21, l'Università LUMSA le ha conferito la laurea magistrale honoris causa in Relazioni internazionali.

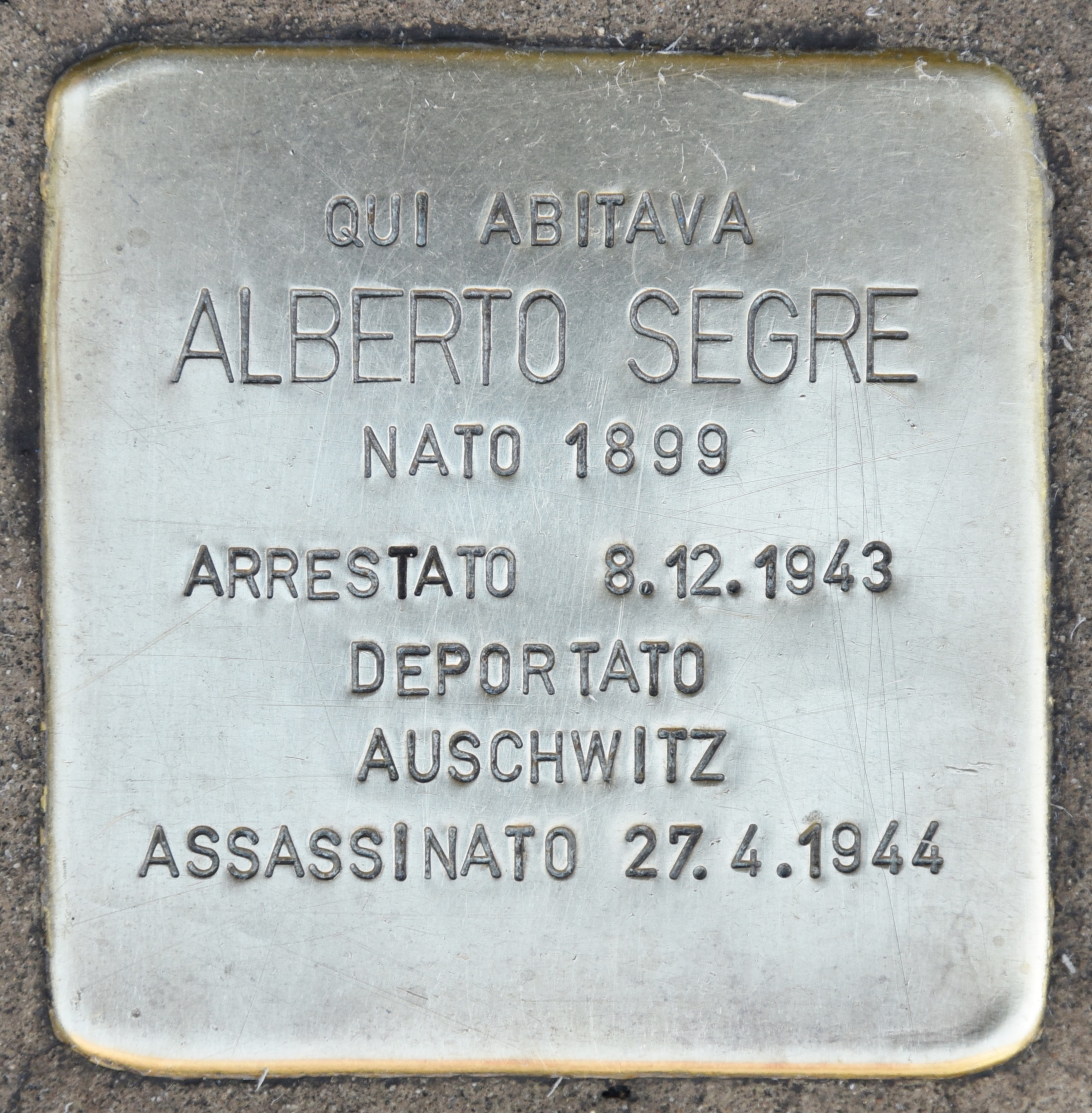
Pietra d'inciampo ad Alberto Segre in corso Magenta 55 a Milano

Per molto tempo non ha voluto parlare pubblicamente della sua esperienza nei campi di sterminio. Come per molti bambini dell'Olocausto, il ritorno a casa e a una vita diversa rispetto alla precedente fu tutt'altro che semplice. Anche Liliana ricorda di non aver trovato in quegli anni orecchie disposte ad ascoltarla.
Su proposta di Gianni Peteani, dell'osservatorio astronomico di Trieste e di Grant Stokes, direttore del progetto LINEAR, l'Unione Astronomica Internazionale (IAU) ha dedicato a Liliana Segre l'asteroide 75190 Segreliliana, contraddistinto dallo stesso numero che le era stato tatuato sul braccio ad Auschwitz. Nel comunicarle la notizia nel novembre 2020, l'IAU ha voluto sottolineare l'impegno di testimonianza che ha contraddistinto la vita di Liliana Segre.
È una degli ultimi superstiti dell'Olocausto ancora in vita.

## Senatrice a vita

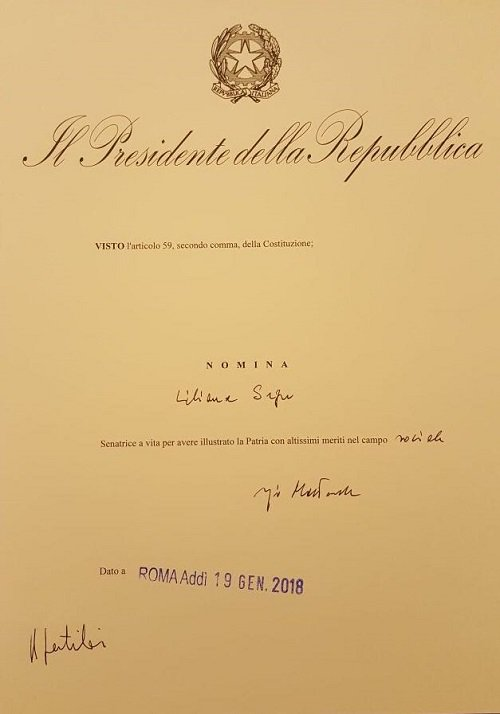
Il decreto di nomina di Liliana Segre a senatrice a vita firmato dal presidente della Repubblica Sergio Mattarella

Il 19 gennaio 2018, anno in cui ricadeva l'80º anniversario delle leggi razziali fasciste, il presidente della Repubblica Sergio Mattarella, in base all'art. 59 della Costituzione, ha nominato Liliana Segre senatrice a vita "per avere illustrato la Patria con altissimi meriti nel campo sociale". È stata la quarta donna ad assumere tale incarico, dopo Camilla Ravera (1982), Rita Levi-Montalcini (2001) ed Elena Cattaneo (2013).
Il 5 giugno 2018, durante la discussione per il voto di fiducia al governo Conte I, è intervenuta per la prima volta in Senato, ricordando le leggi razziali e il suo ricordo di deportata, suscitando il plauso di tutto il Senato. Ha inoltre dichiarato la sua ferma intenzione di opporsi a qualunque legge discriminatoria contro i popoli nomadi e le minoranze e di astenersi dal dare la fiducia al nuovo governo.
La senatrice si è inoltre opposta con fermezza all'abolizione del tema di ambito storico dall'esame di maturità.
Un anno più tardi, il 10 settembre 2019, in occasione del voto di fiducia sul secondo esecutivo guidato da Giuseppe Conte ha deciso di votare a favore, suscitando le critiche del centro-destra e soprattutto della Lega, che ne ha criticato l'intervento, nel quale, tra le altre cose, la senatrice aveva affermato:

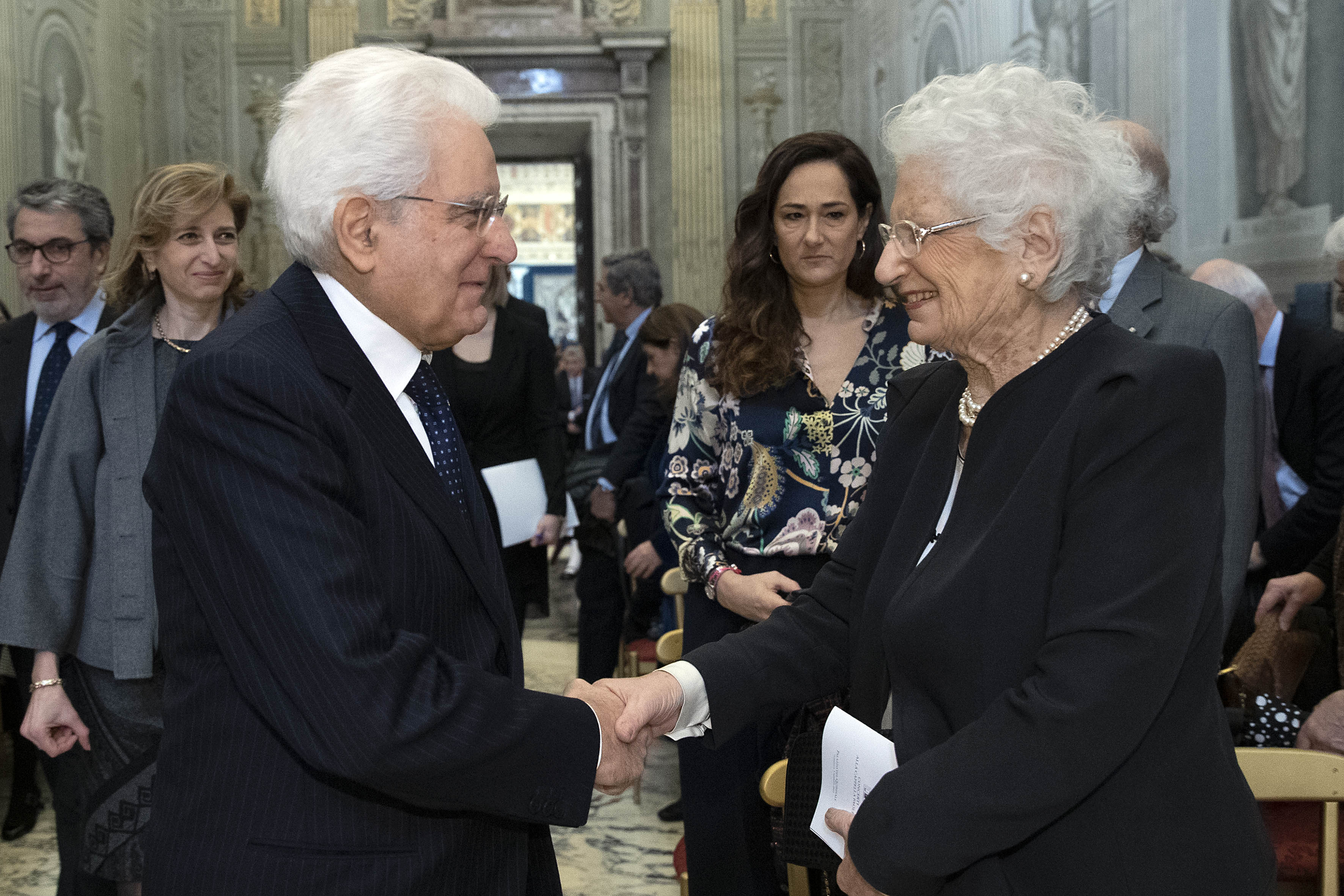
Il presidente Sergio Mattarella assieme alla senatrice durante un evento al Quirinale nel 2019

Come primo atto legislativo ha proposto l'istituzione di una Commissione parlamentare di indirizzo e controllo sui fenomeni di intolleranza, razzismo, antisemitismo e istigazione all'odio e alla violenza, proposta sostenuta tra gli altri dai colleghi senatori a vita Renzo Piano ed Elena Cattaneo. Il 30 ottobre 2019 il Senato della Repubblica, con i 151 voti favorevoli di Movimento 5 Stelle, Partito Democratico, Liberi e Uguali e Autonomie e le 98 astensioni di Lega, Forza Italia e Fratelli d'Italia, ha approvato la mozione, che prevede nello specifico tre articoli: il primo istituisce la commissione, il secondo ne specifica i compiti, il terzo riguarda il funzionamento stesso della commissione. Durante la discussione in Senato la senatrice è intervenuta affermando: 
Il 7 novembre 2019, a causa delle crescenti minacce e insulti che le vengono rivolti via internet, il prefetto di Milano Renato Saccone, sentito il comitato provinciale per l'ordine pubblico e la sicurezza, le ha assegnato una scorta.
Il 10 dicembre dello stesso anno il comune di Milano, assieme all'Associazione Nazionale Comuni Italiani, ha organizzato una grande manifestazione per testimoniarle la vicinanza di piccoli, medi e grandi comuni. Vi hanno partecipato oltre 600 sindaci, che hanno marciato insieme a lei fino a piazza della Scala, dove le è stata donata una fascia tricolore; la senatrice è intervenuta dal palco dicendo:
Nel 2019 ha ricevuto il Premio Art. 3, assegnatole "per il coraggioso e quotidiano impegno a mantenere viva la memoria e i valori civili e morali che la nostra Carta costituzionale detta, in particolare con gli articoli 3, 8, 19". Sempre nel 2019 ha ricevuto la Penna d'oro nell'ambito del Premio Ischia Internazionale di Giornalismo.
Il 19 ottobre 2019 le è stato conferito il riconoscimento "Testimone del Tempo" durante il Premio Acqui Storia, insieme al filosofo Stefano Zecchi e all'antropologo e geografo americano Jared Diamond.
Nel gennaio 2020, durante la trasmissione Che tempo che fa, ha comunicato che in primavera avrebbe tenuto il suo ultimo incontro pubblico, dopo 30 anni come attiva testimone della Shoah. L'evento, organizzato col contributo dell’associazione Rondine Cittadella della Pace, si sarebbe dovuto tenere presso uno stadio di Arezzo. A causa dell’emergenza epidemiologica per la COVID-19, però, l’ultima testimonianza pubblica di Liliana Segre è stata posticipata al 9 ottobre 2020.
Il 29 gennaio 2020, su invito del presidente David Sassoli, è intervenuta al Parlamento europeo, dove ha ricevuto un'ovazione dal plenum dell'assemblea.
Il 18 febbraio 2020, in occasione dell'inaugurazione dell'anno accademico dell'Università di Roma "La Sapienza" e alla presenza del presidente della Repubblica Sergio Mattarella, le è stato conferito un dottorato honoris causa in storia dell'Europa, dedicato dalla senatrice a suo padre Alberto, "ucciso per la colpa di essere nato".
Nel settembre dello stesso anno, a pochi giorni dal referendum costituzionale sul taglio del numero di parlamentari, Liliana Segre ha annunciato il suo voto contrario.
Il 9 ottobre 2020 ha pronunciato l'ultimo discorso pubblico, prima di ritirarsi a vita privata, presso la Cittadella della Pace di Rondine, in provincia di Arezzo.
Il 19 gennaio 2021 ha deciso di presentarsi in Senato per votare la fiducia al Governo Conte II. Il suo ingresso in aula è stato accolto dagli applausi dei senatori, che si sono alzati in piedi, ma Vittorio Sgarbi durante il suo intervento ha criticato la decisione di Liliana Segre di non astenersi. È tornata in Senato il 14 aprile 2021 per votare la mozione di conferimento della cittadinanza italiana onoraria a Patrick Zaki.
Il 2 febbraio 2021 l'Università di Pisa ha conferito a Liliana Segre la laurea magistrale honoris causa in "Scienze per la pace".
Nel 2021 è stata criticata a una manifestazione di no-vax a Bologna a causa del suo testimoniare come le restrizioni anti-COVID-19 prese dal governo Draghi non abbiano niente a che vedere con i tempi del nazifascismo, contraddicendo quindi il paragone denunciato dal movimento no-vax.
Il 9 maggio 2023 viene eletta all'unanimità Presidente della commissione straordinaria per la lotta a intolleranza, razzismo, antisemitismo e istigazione all'odio, istituita nuovamente anche nella XIX legislatura.
Dal 22 settembre 2023, data del decesso del presidente emerito della Repubblica Giorgio Napolitano, è la più anziana senatrice e parlamentare in carica.

## L'Osservatorio Antisemitismo
L'Osservatorio Antisemitismo che opera dal 1975 presso la Fondazione centro di documentazione ebraica contemporanea (CDEC) di Milano svolgendo «una costante azione di monitoraggio e studio del fenomeno antisemitismo in tutte le sue molteplici manifestazioni in Italia», rileva che la senatrice Liliana Segre è stata oggetto di pesanti insulti antisemiti da parte di un docente di storia in una università del Centro-sud che ha pubblicato anche diversi tweet neofascisti soffermandosi in polemiche antiebraiche. L'Osservatorio denota che «dopo l’intervento della senatrice a vita Liliana Segre in Senato a sostegno del governo Conte II, quel docente ha twittato una serie di malevoli post cui sono seguiti decine di insulti contro Liliana Segre».
In un articolo del 26 ottobre 2019 in cui si cita anche un rapporto dell'Osservatorio, la Repubblica ha parlato di «duecento messaggi di odio al giorno» indirizzati alla senatrice Segre; la notizia è stata rilanciata da altre testate nazionali, anche se, in seguito, vari giornali e siti di debunking hanno rilevato una contraddizione fra i dati riportati.

## Opere
- AA.VV., 'Un'infanzia perduta', in Voci dalla Shoah. Testimonianze per non dimenticare, a cura dell'Associazione Donne Ebree, Prefazione di Alessandro Galante Garrone, Firenze, La Nuova Italia, 1996, ISBN 88-221-1762-X. - a cura di C. Facchinelli, Udine, Gaspari, 2020, ISBN 978-88-754-1734-5.
- Daniela Padoan, Come una rana d'inverno. Conversazioni con tre donne sopravvissute ad Auschwitz: Liliana Segre, Goti Bauer, Giuliana Tedeschi, Bompiani, 2004, 2018, ISBN 978-88-4529-609-3.
- con Daniela Palumbo, Fino a quando la mia stella brillerà, prefazione di Ferruccio de Bortoli, Piemme, 2015, ISBN 88-566-3949-1. - Milano, BUR-Rizzoli, 2023.
- con Enrico Mentana, La memoria rende liberi. La vita interrotta di una bambina nella Shoah, Milano, Rizzoli, 2015, ISBN 978-88-17-07568-8.
- Scolpitelo nel vostro cuore. Dal Binario 21 ad Auschwitz e ritorno: un viaggio nella memoria, Segrate, Piemme, 2018, ISBN 978-88-566-6754-7.
- Non siate indifferenti, Bologna, Centro Formazione e Lavoro A. Grandi, 2018, ISBN 978-88-9427-428-8.
- Giuseppe Civati (a cura di), Il mare nero dell'indifferenza, Busto Arsizio, People, 2019, ISBN 978-88-3208-901-1.
- Scegliete sempre la vita. La mia storia raccontata ai ragazzi, Bellinzona, Edizioni Casagrande, 2020, ISBN 978-88-7713-882-8.
- Ho scelto la vita. La mia ultima testimonianza pubblica sulla Shoah, a cura di Alessia Rastelli, prefazione di Ferruccio de Bortoli, Milano, Solferino, 2020, ISBN 978-88-282-0674-3.
- Liliana Segre con Gherardo Colombo, La sola colpa di essere nati, Collana Saggi, Milano, Garzanti, 2021, ISBN 978-88-118-1699-7.
- La stella polare della Costituzione. Il discorso al Senato, a cura di Daniela Padoan, Collana Vele, Torino, Einaudi, 2023, ISBN 978-88-062-6023-1.
- Uno strano destino, a cura di Alessia Rastelli, Prefazione di Carlo Verdelli, Postfazione di Luciano Belli Paci, Milano, Solferino, 2023, ISBN 978-88-282-1253-9.

## Opere teatrali
- Come un ermellino nel fango.[63] Un progetto teatrale nato nel 2012 basato su testi di Liliana Segre e Tadeusz Borowski che si propone di commemorare i milioni di vittime dei campi di concentramento e di sterminio assassinate dai nazisti.[64] L'opera individua tre diverse fasi della Shoah: «le persecuzioni razziali fino alla deportazione attraverso l'esperienza di Liliana Segre bambina, a Milano, nell'indifferenza di quasi tutti; la soluzione finale, nelle parole di Tadeusz Borowski che descrive l'arrivo di un "trasporto" ad Auschwitz dove i prigionieri hanno il "compito" di scaricare i vagoni; e dopo la liberazione dei Campi l'impossibilità di ritrovare una normalità e rientrare in una società che non è in grado di accogliere chi ha subito il "male assoluto": di nuovo soli davanti ad una cortina di indifferenza».[65] L'opera è stata riproposta più volte negli anni nei teatri di Milano, in occasione della giornata della memoria.[66][67]
- Nel gennaio 2020, esordisce lo spettacolo Se questa è un'infanzia, diretto e interpretato da Milo Vallone. La pièce, realizzata seguendo il progetto CineprOsa,[68] è il racconto delle vicende di Liliana Segre affidando la narrazione al padre Alberto, interpretato da Vallone. Il testo del cine-spettacolo, scritto dallo stesso regista con la collaborazione del giornalista Luca Pompei è strutturato basandosi su testi biografici e dichiarazioni della stessa Segre.

## Filmografia

### Cinema
- Memoria, regia di Ruggero Gabbai (1997)
- Binario 21, regia di Felice Cappa (2008)
- Figli del destino, regia di Francesco Miccichè e Marco Spagnoli (2019)
- Liliana, regia di Ruggero Gabbai (2024)

### Televisione
- La Shoah delle donne, con Liliana Segre e Goti Bauer, di Daniela Padoan - film TV (2007)
- Liliana Segre testimone contro l'indifferenza, di Roberto Olla - film TV (2019)

## Onorificenze ed altri riconoscimenti

### Cittadinanze onorarie
| Comune               | Data investitura           |
| -------------------- | -------------------------- |
| Bergamo              | 28 maggio 2005             |
| Firenze              | 25 marzo 2019              |
| Palermo              | 15 giugno 2019             |
| Varese               | 4 novembre 2019            |
| Montegrotto Terme    | 8 novembre 2019            |
| Marsala (TP)         | 14 novembre 2019           |
| Genova               | 24 novembre 2019           |
| Torino               | 9 dicembre 2019            |
| Modena               | 19 dicembre 2019           |
| Pescara              | 27 gennaio 2020            |
| Cremona              | 27 gennaio 2020            |
| Vicenza              | 15 aprile 2021             |
| Vasto                | 6 settembre 2019           |
| Fiano Romano         | 25 novembre 2019           |
| Valsamoggia          | 29 novembre 2019           |
| Follonica            | 11 dicembre 2019           |
| Cinisello Balsamo    | 16 dicembre 2019           |
| Galatone             | 19 dicembre 2019           |
| Trezzano Rosa        | 19 dicembre 2019           |
| Codogno              | 21 dicembre 2019           |
| Nocera Inferiore     | 24 dicembre 2019           |
| Mesagne              | 30 dicembre 2019           |
| Rapallo              | 3 gennaio 2020             |
| Paderno Dugnano      | 17 gennaio 2020            |
| Lecco                | 27 gennaio 2020            |
| Vimercate            | 27 gennaio 2020            |
| Lonato del Garda     | 27 gennaio 2020            |
| Trani                | 13 febbraio 2020           |
| Sermoneta            | 13 giugno 2020             |
| Alessandria          | 7 settembre 2020           |
| Cintano              | 31 ottobre 2020            |
| Chivasso             | 30 novembre 2020           |
| Iglesias             | 13 gennaio 2021            |
| Alpignano            | 27 gennaio 2021            |
| Lugo                 | 28 gennaio 2021            |
| Savona               | 2 febbraio 2021            |
| Medicina             | 3 febbraio 2021            |
| Morgano              | 24 febbraio 2021           |
| Magenta              | 22 marzo 2021              |
| Avezzano             | 30 aprile 2021             |
| Reggello             | 22 maggio 2021             |
| Ghisalba             | 10 giugno 2021             |
| Celano               | 29 giugno 2021             |
| Roma                 | 13 luglio 2021             |
| Corbetta             | 30 luglio 2021             |
| Fano                 | 16 settembre 2021          |
| Busto Garolfo        | 4 ottobre 2021             |
| Corleone             | 16 ottobre 2021            |
| Reggio Emilia        | 18 ottobre 2021            |
| Robecco sul Naviglio | 24 gennaio 2022 (annuncio) |
| Cisterna di Latina   | 27 gennaio 2022            |
| Terni                | 20 aprile 2022             |
| Seregno              | 28 maggio 2022             |
| Pieve Ligure         | 17 ottobre 2022            |
| Bosisio Parini       | 29 novembre 2022           |
| Corigliano-Rossano   | 30 gennaio 2023            |
| Desenzano del Garda  | 21 marzo 2023              |
| Monza                | 21 aprile 2023             |